# Erythroxylum

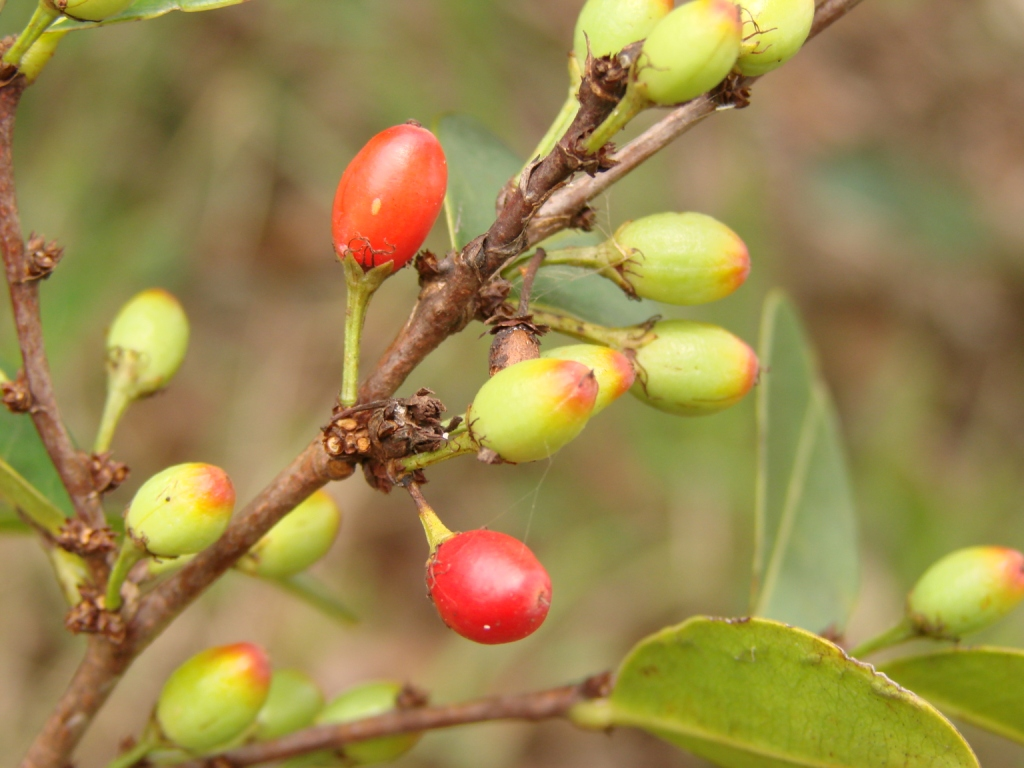
Fruits dErythroxylum deciduum

Erythroxylum (=Erythroxylon) és un gènere de plantes tropicals dins la família Erythroxylaceae. Moltes de les 200 espècies que té, aproximadament, contenen la droga cocaïna; Erythroxylum coca, nativa d'Amèrica del Sud, és la principal font comercial de cocaïna i de l'estimulant suau te de coca. Una altra espècie, Erythroxylum vacciniifolium (també coneguda com a Catuaba) es fa servir com a afrodisíac en begudes del Brasil i hen medicina herbal.
L'etnobotànic Timothy Plowman ha estudiat aquest gènere exhaustivament.